# Veedersburg
Veedersburg – miasto w Stanach Zjednoczonych, w stanie Indiana, w hrabstwie Fountain.